# Aline Albrecht
Aline Albrecht (* 6. April 2001) ist eine Schweizer Snowboarderin. Sie startet im Snowboardcross.

## Werdegang
Albrecht, die für den SC Flumserberg startet, nahm in der Saison 2016/17 im Pitztal erstmals am Europacup teil, wobei sie die Plätze 33 sowie 22 errang, und kam bei den Juniorenweltmeisterschaften 2017 in Klínovec auf den 26. Platz. In der Saison 2018/19 startete sie in Cervinia erstmals im Snowboard-Weltcup und fuhr dabei zwei Mal auf den 24. Platz. Bei den Juniorenweltmeisterschaften 2019 auf der Reiteralm wurde sie im Teamwettbewerb sowie im Einzel jeweils Sechste und erreichte im folgenden Jahr in Veysonnaz mit dem siebten Platz ihre erste Top-zehn-Platzierung im Weltcup. In der Saison 2020/21 belegte sie bei den Juniorenweltmeisterschaften 2021 in Krasnojarsk den 15. Platz im Einzel und bei den Weltmeisterschaften 2021 in Idre den 19. Platz im Einzel sowie den 9. Rang im Teamwettbewerb. In der folgenden Saison wurde sie mit neun Top-zehn-Platzierungen, darunter drei dritten Plätzen sowie einem ersten Platz, Zweite in der Snowboardcross-Wertung des Europacups. In der Saison 2024/25 fuhr sie mit zwei Ergebnissen unter den ersten zehn auf den 11. Platz im Snowboardcross-Weltcup und belegte bei den Weltmeisterschaften 2025 im Engadin den 19. Platz im Einzelwettbewerb.

## Erfolge

### Snowboard-Weltmeisterschaften
- 2021 Idre: 9. Platz Snowboardcross Team, 19. Platz Snowboardcross
- 2025 Engadin: 19. Platz Snowboardcross

### Weltcup-Gesamtplatzierungen
| Saison  | Punkte | Platz |
| ------- | ------ | ----- |
| 2018/19 | 190    | 30.   |
| 2019/20 | 570    | 19.   |
| 2020/21 | 71     | 18.   |
| 2021/22 | 57     | 26.   |
| 2022/23 | 93     | 23.   |
| 2023/24 | 217    | 17.   |
| 2024/25 | 216    | 11.   |

### Europacup
- Saison 2021/22: 2. Platz Snowboardcross-Wertung
- 9 Podestplatzierungen, davon 1 Sieg

### Juniorenweltmeisterschaften
- 2017 Klínovec: 26. Platz Snowboardcross
- 2019 Reiteralm 6. Platz Snowboardcross, 6. Platz Snowboardcross Team
- 2021 Krasnojarsk 15. Platz Snowboardcross